# Oncideres crassicornis
Oncideres crassicornis es una especie de escarabajo longicornio de la subfamilia Lamiinae. Fue descrita científicamente por Bates en 1865.
Se distribuye por Brasil, Ecuador, Perú y Paraguay. Posee una longitud corporal de 17,5-23 milímetros. El período de vuelo de esta especie ocurre en los meses de enero, marzo, junio y noviembre.
Oncideres crassicornis se alimenta de plantas y arbustos de la familia Anacardiaceae, entre ellas, la especie Anacardium occidentale del género Anacardium.